# Rich McCormick
Richard Dean McCormick, detto Rich (Las Vegas, 7 ottobre 1968), è un politico statunitense, membro della Camera dei Rappresentanti per lo stato della Georgia dal 2023.

## Biografia
Nato a Las Vegas, McCormick frequentò l'Università statale dell'Oregon e in seguito si laureò in medicina. Per oltre vent'anni prestò servizio come pilota di elicotteri nello United States Marine Corps e nella marina statunitense, raggiungendo il grado di comandante. A livello sanitario, lavorò come medico d'urgenza.
In occasione delle elezioni parlamentari del 2020, all'annuncio del ritiro del deputato in carica Rob Woodall, McCormick si candidò per il suo seggio alla Camera dei Rappresentanti. Vinse le primarie del Partito Repubblicano ma fu sconfitto a sorpresa nelle elezioni generali dall'avversaria democratica Carolyn Bourdeaux con un margine di scarto di oltre diecimila voti.
Due anni dopo, quando i distretti congressuali vennero riconfigurati in seguito al censimento, McCormik si candidò nuovamente alla Camera, concorrendo in una circoscrizione particolarmente favorevole ai repubblicani. In questa occasione, dopo essersi aggiudicato le primarie repubblicane al ballottaggio contro un candidato sostenuto da Donald Trump, venne eletto deputato.
Sposato con un'oncologa, McCormick è padre di sette figli. Ideologicamente si configura come conservatore.